# Fortaleza mental

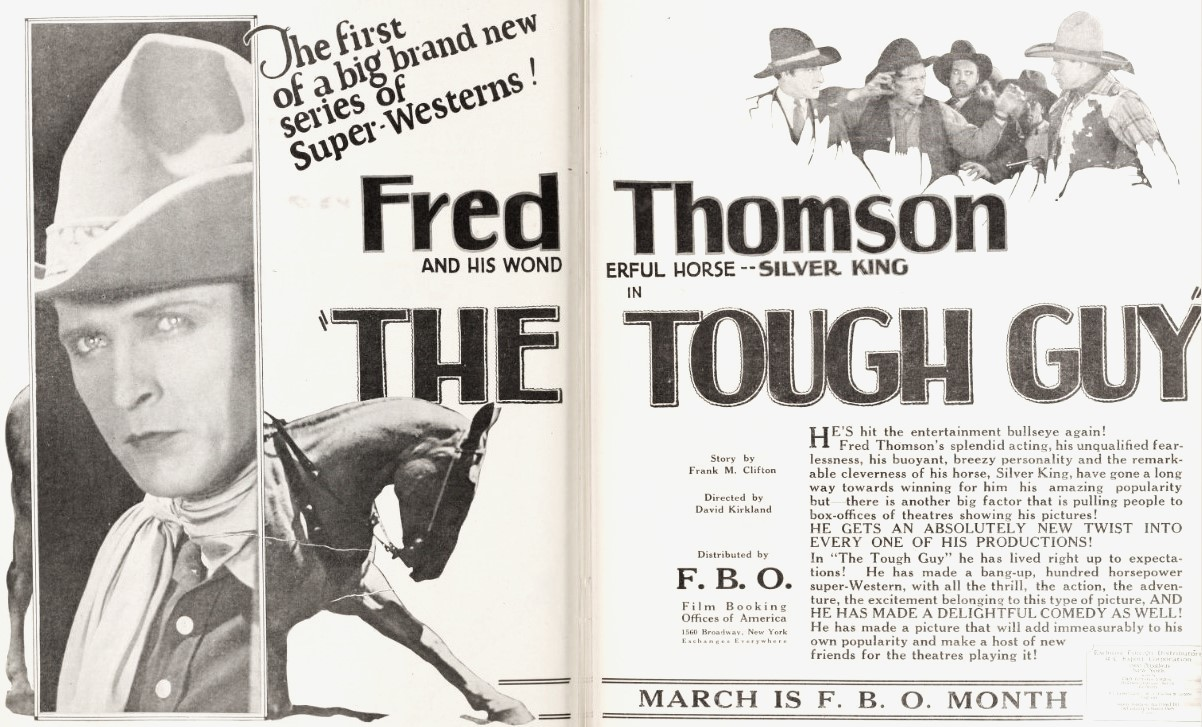
Cartel del western The Tough Guy (El tipo duro). La fortaleza mental es uno de los principales atributos de este tipo de personajes.

La fortaleza mental, fuerza mental (en inglés mental strength o mental toughness), entereza, fortaleza psicológica o fortaleza emocional es la capacidad de una persona para no dejarse abatir por circunstancias negativas,que pueden ir desde un pequeño contratiempo hasta una tragedia. Esta característica psicológica puede predecir el éxito en el deporte, la educación y el trabajo.El concepto surgió en el contexto del entrenamiento deportivo, como uno de los atributos que permiten mejorar a un atleta, afrontando entrenamientos difíciles o complicadas situaciones competitivas y saliendo adelante sin perder la confianza. El término ha sido utilizado por entrenadores, psicólogos deportivos, comentaristas deportivos y líderes empresariales. 
Lo opuesto es la fragilidad psicológica, fragilidad emocional, sensibilidad emocional (ser muy sensible) o fragilidad mental, que no debe confundirse con la debilidad mental, un término desfasado, originalmente no peyorativo, para describir la discapacidad intelectual. Tampoco las personas altamente sensibles (PAS) tienen por qué ser psicológicamente frágiles. Son cosas distintas.
Decir de una persona que tiene mucha fortaleza de carácter es positivoː significa que aguanta bien las adversidades. Pero también es impreciso, ya que tras el libro Manual de virtudes y fortalezas del carácter, de Christopher Peterson y Martin Seligman, se considera que el carácter tiene 24 fortalezas. Sin embargo, decir que alguien tiene un carácter muy fuerte o que tiene mucho carácter es negativoː describe que se encoleriza fácilmente.
La fortaleza mental puede considerarse como la aplicación de las características de la valentía. Algunos sinónimos adicionales pueden ser resiliencia, determinación, fuerza de voluntad, fortaleza de ánimo, presencia de ánimo o aplomo. Una persona con fortaleza mental puede enfrentarse a los desafíos a medida que surjan y seguir adelante, tanto si triunfa como si fracasa. Jorge Luis Borges lo condensa en estos versosː
Supiste que vencer o ser vencido
son caras de un azar indiferente,
que no hay otra virtud que ser valiente
y que el mármol, al fin, será el olvido.

## Definición
La expresión "fortaleza mental" se utiliza con frecuencia coloquialmente para referirse a cualquier conjunto de atributos mentales positivos que ayudan a una persona a afrontar situaciones difíciles. Los entrenadores y comentaristas deportivos utilizan libremente el término para describir a los atletas que perseveran en circunstancias deportivas difíciles, como jugar estando lesionados, para acabar triunfando. En apoyo de esto, varios estudios han relacionado la fortaleza mental con el éxito o los logros deportivos. Sin embargo, la frase a menudo se aplica simplemente como una explicación predeterminada para cualquier victoria. Abundan las críticas sobre este uso impreciso de este término .
La investigación científica ha intentado tanto una definición formal de fortaleza mental como una construcción psicológica con criterios de medición claros, que permitirían realizar análisis y comparaciones sólidas.
En particular, 3 equipos de investigación llegaron a lo que es una definición de fortaleza mental como una definición del constructo: ser capaz de superar fracasos o bloqueos manteniéndose positivo y competitivo. Esto implica entrenar la mente para que esté preparada para los desafíos.

### Jones, Hanton y Connaughton
Graham Jones, Sheldon Hanton y Declan Connaughton, de Estados Unidos, utilizaron la psicología de constructos personales en entrevistas con atletas de élite, así como con entrenadores de élite y psicólogos deportivos, para llegar a la siguiente definición de fortaleza mental:

Tener la habilidad psicológica, natural o cultivada, que generalmente te permite lidiar con las múltiples demandas que el deporte exige a un deportista; ser más solido y mejor que tus oponentes en soportar la presión manteniéndote centrado y seguro de la victoria.: 209 

Estos mismos investigadores publicaron un segundo artículo que proporcionaba 4 dimensiones (categorías) de la fortaleza mental: una dimensión general de la actitud de alguien que —como es el caso de los deportistas— actúa en público (específicamente, la confianza en sí mismo y la concentración), y 3 dimensiones específicas de tiempo: entrenamiento, competición y postcompetición. Estas 3 dimensiones contienen atributos de fortaleza mental (como esforzarse hasta el límite físico durante el entrenamiento, manejar la presión durante la competición y manejar el fracaso tras ella) que corresponden a cada período específico.

### Clough y Earle
Peter Clough et al.  propusieron un modelo de fortaleza mental que la conceptualiza como un rasgo de personalidad. Su modelo tiene 4 componentes: confianza, desafío, control y compromiso. Desarrollaron un cuestionario para medir la fortaleza mental. Combinaron la teoría psicológica existente y la psicología deportiva aplicada en un intento de cerrar la brecha entre la investigación y la práctica. Vieron comparaciones entre sus datos emergentes sobre fortaleza mental y el concepto de dureza (psicología), una diferencia individual clave y un recurso de resistencia que ayuda a amortiguar el estrés y se ha convertido en un concepto aceptado en psicología de la salud dentro del estudio de la relación estrés-enfermedad. Creen que el concepto de fortaleza mental tiene una amplia aplicación y no debería limitarse al ámbito deportivo. Consideran que es poco probable que las medidas específicas para los deportes hagan avanzar significativamente los conocimientos sobre esta materia. El trabajo de desarrollo relacionado con su modelo se describe y analiza completamente en su libro sobre fortaleza mental.

### Gucciardi, Gordon y Dimmock
Daniel Gucciardi, Sandy Gordon y James Dimmock, de Australia, han propuesto para la fortaleza mental una definición y un marco distintos, basándose principalmente en su trabajo con jugadores australianos de fútbol americano. Utilizando la psicología de constructos personales, estos autores propusieron la siguiente definición de fortaleza mental:

La fortaleza mental en el fútbol australiano es un conjunto de valores, actitudes, comportamientos y emociones que te permiten perseverar y superar cualquier obstáculo, adversidad o presión, pero también, cuando las circunstancias son favorables, mantenerte concentrado y motivado para alcanzar tus metas.: 278 

Aunque esta definición se produjo a través del trabajo con futbolistas australianos, se ha generalizado a otros deportes, incluido el cricket  y el fútbol.Esta definición concibe la fortaleza mental como poseedora de cualidades reactivas y proactivas. Los jugadores pueden usar atributos de fortaleza mental para resistir y desempeñarse bien durante situaciones adversas, pero también pueden emplear otros atributos de fortaleza mental cuando el juego va bien, para seguir jugando al máximo.

## Estudios
Algunos psicólogos argumentaron que debería desarrollarse una definición de fortaleza mental separada y específica para cada deporte.Los atributos de un atleta mentalmente fuerte en un deporte pueden diferir de los atributos de un atleta mentalmente fuerte en otro deporte distinto. También se han planteado hipótesis sobre diferencias entre atletas masculinos y femeninos, y entre atletas de deportes de equipo y de "deportes individuales", pero en 2023 existe poca evidencia empírica que demuestre cuáles son estas diferencias.
Se han realizado estudios deportivos específicos sobre la fortaleza mental en cricket,   fútbol, gimnasia, y fútbol australiano .   Estos estudios no han empleado un marco común, aunque muchos han utilizado la definición de fortaleza mental proporcionada por el estudio de Jones et al. o el de Gucciardi et al.
Muchos estudios centrados en los deportes emplearon el modelo Clough de fortaleza mental. Utilizan muestras de atletas para investigar un posible vínculo entre, por un lado, dureza, afrontamiento, reactividad emocional, inteligencia intrapersonal (habilidades psicológicas) y, por otro lado, el rendimiento en su deporte .
Uno de los pocos estudios publicados que saca la fortaleza mental del ámbito deportivo se basa en el modelo de las 4 'C' (en inglésː confidence, challenge, control and commitment; confianza, reto, control y compromiso) de Clough. Este estudio demostró que los altos directivos tienen mayor fortaleza mental que sus colegas más jóvenes.Clough y su equipo están trabajando en varias áreas fuera del deporte (educación, salud, social y ocupacional) para explorar la relevancia de la fortaleza mental en estas áreas.
En 2019, un estudio que utilizó una evaluación de la personalidad identificó 6 rasgos de personalidad de los mejores atletas profesionales y de la División 1 de la NCAA que definen la fortaleza mental. Este estudio también destacó que los rasgos que conforman la fortaleza mental y que predicen el éxito deportivo son algunos de los mismos rasgos observados en los profesionales de ventas más exitosos.
En abril de 2020, los investigadores descubrieron que los mejores jugadores de videojuegos (gamers) compartían la habilidad de afrontar los factores estresantes (estresores) tan bien como los atletas olímpicos.
La fortaleza mental también se puede encontrar en el lugar de trabajo. Se ha descubierto que, cuando quienes ocupan posiciones de influencia inculcan fortaleza mental a los miembros de su equipo, esas personas se vuelven más productivas, piden menos bajas por enfermedad y trabajan mejor juntas si surge la colaboración.

### Estudios sobre cómo se adquiere la fortaleza mental
Existe un debate sobre si la fortaleza mental es principalmente una característica aprendida por la persona o tiene una base genética (innata). Sugieren 2 estudios que, durante el desarrollo de una persona, tienen lugar procesos fundamentales que le permiten adquirir fortaleza mental a lo largo de su vida. Por ejemplo, un estudio sobre jugadores, padres y entrenadores de fútbol estadounidenses halló que los padres suministran una "forma general" de fortaleza mental sobre la cual los entrenadores pueden desarrollar una forma de fortaleza mental específica del deporte.
Un estudio similar sugirió que el desarrollo de la fortaleza mental se produce primero a través del desarrollo de una actitud dura (fuerte concentración y fuerte confianza en uno mismo). Con esta actitud dura, un atleta aprende a desarrollar los atributos de fortaleza mental necesarios para el entrenamiento y luego para la competición. Otro estudio examinó las experiencias de desarrollo de 10 superatletas de élite y halló que los entrenadores y adultos importantes desempeñaron un papel notable en el desarrollo de la fortaleza mental durante todas las etapas de crecimiento del talento de esos destacados deportistas.
Horsburgh et al. demostraron que los factores genéticos y ambientales no compartidos contribuyen al desarrollo de la fortaleza mental (medida mediante un cuestionario), y que la fortaleza mental se comporta «de la misma manera que prácticamente todos los rasgos de personalidad que se han investigado en estudios genéticos del comportamiento». : 104 Al establecer relaciones significativas con los 5 grandes factores de personalidad de Costa y McCrae (1992), (apertura a la experiencia, escrupulosidad, extraversión, amabilidad y neuroticismo; ver Modelo de los cinco grandes) estos investigadores también han proporcionado evidencia para respaldar la conceptualización de la fortaleza mental de Clough et al. Si bien Clough reconoce la importancia de la genética en la fortaleza mental, considera que también se puede desarrollar.

### Estudios con el deporte
Un estudio de investigación analizó el desempeño de los niños con fortaleza mental en comparación con aquellos sin este rasgo. De las personas seleccionadas al azar, los investigadores encontraron que los atletas mentalmente fuertes eran mejores en su deporte. Hubo 5 temas recurrentes con los atletas que poseían fortaleza mentalː
1. Los atletas demostraron su fortaleza mental superando obstáculos y no desanimándose cuando las cosas no salían como querían.
2. Los atletas que eran mentalmente fuertes estaban mucho más motivados para desempeñarse bien en su deporte.
3. Los mentalmente fuertes pudieron controlar sus emociones mientras practicaban su deporte.
4. Los mentalmente fuertes que jugaban en equipo se centraron en maneras de llevar a su equipo a la victoria, aunque ellos personalmente no obtuvieran toda la gloria, como dar una asistencia en el baloncesto.
5. Los deportistas mentalmente fuertes son buenos compañeros de equipo. No son egoístas. Harán lo que sea necesario para que su equipo triunfe. No les importa la gloria personal.

### Fortaleza mental en el trabajo
Un estudio realizado por Ruparel,Namita et al. ha descubierto que la relación entre la fortaleza mental de la persona que ocupa un puesto y la mayor exigencia de ese puesto lleva a una mayor felicidad de la persona. Esencialmente, la mayor exigencia del puesto conduce a una mayor felicidad de quien lo desempeña. Y si esa persona tiene fortaleza mental, ese rasgo la ayuda a generar la relación entre la mayor exigencia y la felicidad.
Además, se ha descubierto que los empleados con niveles más altos de fortaleza mental pueden experimentar niveles más bajos de estrés que sus colegas. Por añadidura, esos menores niveles de estrés y mayores capacidades para afrontar la situación pueden conducir a un aumento en el desempeño laboral de esos empleados. Los empleados pueden llegar a ser altamente competentes si se les enseña y reitera la habilidad de ser mentalmente fuertes.
La fortaleza mental ha llevado a un mejor desempeño entre los empleados. Un rasgo de la fortaleza mental es la tendencia a mejorar el desempeño en objetivos orientados a tareas. Otro rasgo de una alta fortaleza mental es que conduce al establecimiento de objetivos, lo que incentiva a las personas para ir más allá en el trabajo. Finalmente, las personas dotadas de fortaleza mental están mejor preparadas para manejar el estrés en el trabajo.
La fortaleza mental proporciona motivación e impulso para lograr objetivos. Ayuda con la resolución de problemas e inspira confianza en el futuro. Además, una mayor fortaleza mental puede generar un mayor deseo de aprender, aumentar la confianza y la resiliencia. Esta resiliencia puede fomentar la competitividad en el trabajo.
La investigación realizada por Turkington et al. estudió la salud mental de los trabajadores de esta área y el estrés que percibían. Se encontró que, si declaraban sentirse muy estresados, eso se relacionaba con una baja fortaleza mental. La investigación sugiere que es necesario aumentar la fortaleza mental para combatir el estrés elevado.

### Fortaleza mental en el ejército
Los métodos que existen para medir la fortaleza mental son limitados. Sin embargo, los militares han sido una gran población sobre la cual se han realizado investigaciones para comprender mejor esta característica.En este ámbito el concepto se conoce desde hace siglos y se denomina "moral de la tropa", en los sentidos 7 y 9 que la RAE da a la palabra "moral"ː «estado de ánimo, individual o colectivo» y «en actividades que implican confrontación o esfuerzo intenso, confianza en el éxito».
Uno de estos estudios fue realizado por Smith et al. que observaron menores tasas de suicidio de los aviadores en servicio activo si tenían un grupo de apoyo (no necesariamente formal, tipo Alcohólicos Anónimos, sino un grupo de personas, como amigos o familiares, que los apoyaban) y fortaleza mental. Los esfuerzos de Smith et al. para acrecentar la fortaleza mental de estos militares provinieron del Perfil de habilidades psicológicas de fortaleza mental (MTPSP por sus siglas en inglés; Asken 2005). Smith et al. descubrieron que podría haber un vínculo entre la disminución de la ideación suicida (cuantas menos ideas suicidas tiene una persona, menor es el riesgo de que se suicide) y la presencia de un grupo de apoyo. Ese grupo fomentaba la fortaleza mental y la autoconfianza del aviador.
En un esfuerzo por comprender mejor cómo evaluar la fortaleza mental, Arthur et al. desarrollaron y probaron, en un estudio con reclutas, una escala con la esperanza de comprender y definir mejor la fortaleza mental. Esta escala se conoce como Inventario de fortaleza mental en el entrenamiento militar (MTMTI por sus siglas en inglés).A lo largo de 3 estudios, Fitzwater et al. afirman que tiene propiedades psicométricas adecuadas, fiabilidad (psicometría) probada mediante métodos test-retest, validez (psicometría) concurrente y que podría usarse como un predictor decente del desempeño.

### Rendimiento académico y fortaleza mental
St Clair-Thompson descubrió que la fortaleza mental desempeña un papel importante en el ámbito académico.La fortaleza mental se asocia positivamente con aumentos en el rendimiento académico y la asistencia a los cursos. También desempeña un papel positivo en el comportamiento del alumnado y las relaciones entre compañeros. A menudo se supone incorrectamente que la fortaleza mental en el ámbito académico es lo mismo que la determinación. Son similares, pero diferentes. La determinación significa tener paciencia y perseverancia para lograr una meta a largo plazo. La fortaleza mental describe la capacidad de ser significativo, decidido y flexible al intentar lograr una meta. Ambos desempeñan un papel en el rendimiento académico.
De media, las personas mentalmente fuertes enfrentan la ansiedad académica de manera más positiva, utilizando estrategias de afrontamiento en lugar de técnicas de evitación.La fortaleza mental actúa como mediador entre la ansiedad académica y la evitación académica, lo que permite a las personas más éxito en sus esfuerzos académicos. Debido a que la fortaleza mental es un estado de ánimo, se puede mejorar cuando se practica.
Al igual que la determinación, a menudo el concepto de resiliencia (psicología) se usa indistintamente con el de fortaleza mental. Tiene un significado similar pero, una vez más, distinto.Stock afirma que la fortaleza mental va necesariamente acompañada por la resiliencia, pero la resiliencia puede existir sin fortaleza mental. En el ámbito académico, la fortaleza mental se puede medir a través de la confianza y las actitudes positivas durante las dificultades. Los hombres suelen reportar una mayor fortaleza mental que las mujeres, pero evidencia reciente sugiere que la fortaleza mental puede expresarse de manera diferente entre géneros, especialmente en un ambiente académico.  Mantener la fortaleza mental y una sensación de control se correlaciona con un mayor rendimiento académico tanto en hombres como en mujeres.

## Mejora de la fortaleza mental
Clough considera que esta habilidad psicológica se puede desarrollar. A este respecto puede ayudarː
1. Tener un conjunto de motivos claros para vivir.
2. Equilibrar los pensamientos optimistas y pesimistas.
3. No culparse, sino tratarse bien.
4. Practicar el humor.
5. Dejar de sufrir por lo que no se puede cambiar.
6. Fijarse metas posibles e ir alcanzándolas poco a poco.
7. Rodearse de gente a la que se aprecie y evitar a las personas tóxicas.[52]
8. Conocer las propias fortalezas y debilidades, y actuar en consecuencia.[53]
9. Reconocer el miedo, pero evitar que condicione la actuación.

Sobre esta cuestión, muestran similitudes las 5 señales que, según la psicóloga Silvia Severino, ayudan a reconocer a una persona con fortaleza mentalː
1. No impone sus convicciones a los demás.
2. No se toma los desacuerdos como algo personal.
3. Autonomía emocional.
4. No se queja constantemente.
5. Únicamente se siente responsable de la propia felicidad.

## Constructos similares
La fortaleza mental se ha equiparado con constructos psicológicos mejor comprendidos, como la resiliencia y la dureza psicológica.
El término "resiliencia" a menudo se usa incorrectamente como sinónimo de "fortaleza mental", aunque los investigadores han descubierto que los dos conceptos están asociados positivamente entre sí.Para Lyonsla diferencia reside en que la fortaleza mental es resiliencia más confianza. 
Se ha sugerido que la dureza psicológica es un constructo similar a la fortaleza mental. Esta dureza se ha construido habitualmente como un rasgo de personalidad estable. Esto difiere de las concepciones de fortaleza mental ofrecidas tanto por Jones et al. y Gucciardi et al. Esos autores consideran inestable la fortaleza mentalː surge en el desarrollo, fluctúa con el tiempo y varía para un deportista individual entre diferentes deportes y situaciones vitales.
Estos problemas para la definición de "fortaleza mental" y su parecido con constructos similares afectan al uso del término. Además, si la fortaleza mental es un constructo psicológico válido, en ocasiones puede ser desadaptativa (una maladaptación). La evidencia que respalda esta afirmación se deriva de un estudio sobre las conductas de sobreentrenamiento y la fortaleza mental. El autor informó: «Los resultados sugieren que algunos atributos de la fortaleza mental pueden relacionarse con una mayor capacidad de recuperación, mientras que otros atributos están asociados con una menor recuperación... Podría decirse que la fortaleza mental está más estrechamente relacionada con la fijación de objetivos que con la adaptabilidad y una mentalidad flexible, atributos que son fundamentales para la resiliencia». 

## Medición
Desde 2009 se han desarrollado y validado 2 instrumentos. Gucciardi et al. validaron el Inventario de fortaleza mental del fútbol americano (AFMTI por sus siglas en inglés),mientras que Sheard y Golby validaron el Cuestionario de fortaleza mental deportiva (SMTQ por sus siglas en inglés). El MTQ48 (Mental Toughness Questionnaire 48) es 7 años anterior a estos. La estructura factorial del MTQ48 ha sido respaldada por un grupo de investigación independiente. El Dr. Lee Crust, de la Universidad de Lincoln, comparó el SMTQ con el MTQ48 y concluyó: «Ambos instrumentos parecen aprovechar los componentes centrales de la fortaleza mental, pero el MTQ48 aparentemente proporciona una medida más completa» .
El cuestionario MTQ48 tiene validez demostrable relacionada con los criterios, de constructo y de contenido. La fiabilidad (psicometría) ha sido evaluada por numerosos investigadores independientes y tiene consistencia (estadística) interna demostrable y confiabilidad test-retest.Todas las escalas componentes superan 0,70 y la medida general tiene una fiabilidad superior a 0,90.[cita requerida] Específicamente para los resultados de autoeficacia, se muestra que el coeficiente de correlación r = 0,68, p <0,01. Si bien esto está en el extremo superior, (0,7) tiende a ser el mínimo estándar para fines de investigación. Sin embargo, se han cuestionado tanto la validez del constructo como las propiedades psicométricas de esta prueba .